# Mark Monmonier
Mark Stephen Monmonier (* 2. Februar 1943) ist ein US-amerikanischer Schriftsteller und Professor im Bereich Geographie an der Maxwell School der Syracuse University.

## Leben
Seine Forschungsgebiete sind die Untersuchung der Beziehungen zwischen Geoinformationen und der Gesellschaft, Geschichte der Kartografie im 20. Jahrhundert, kartografisches Design sowie Geoökologie.
In zahlreichen Fachartikeln und populärwissenschaftlichen Büchern analysierte er immer wieder kritisch die Rolle der modernen Kartografie und deren gesellschaftliche Verantwortung – vor allem vor dem Hintergrund neuerer technischer Entwicklungen der Computerkartografie, geographischer Informationssysteme und Fernerkundung.
Über die Vereinigten Staaten hinaus bekannt geworden ist Mark Monmonier mit seinem Buch How to Lie with Maps, welches in verschiedene Sprachen übersetzt worden ist.

## Schriften und Werke (Auswahl)
- Mapping It Out: Expository Cartography for the Humanities and Social Sciences. University of Chicago Press, Chicago 1993
- How to Lie with Maps. University of Chicago Press, Chicago 1996 (2. Auflage)

- Deutsche Ausgabe: Eins zu einer Million. Die Tricks und Lügen der Kartographen. Deutsch von Doris Gerstner. Birkhäuser Verlag 1996, ISBN 3-764-35391-0

- Cartographies of Danger: Mapping Hazards in America. University of Chicago Press, Chicago 1997
- Air Apparent: How Meteorologists Learned to Map, Predict, and Dramatize Weather. University of Chicago Press, Chicago 1999
- Bushmanders and Bullwinkles: How Politicians Manipulate Electronic Maps and Census Data to Win Elections. University of Chicago Press, Chicago 2001
- Spying with Maps: Surveillance Technologies and the Future of Privacy. University of Chicago Press, Chicago 2002
- Rhumb Lines and Map Wars: A Social History of the Mercator Projection. University of Chicago Press, Chicago 2004
- From Squaw Tit to Whorehouse Meadow: How Maps Name, Claim, and Inflame. University of Chicago Press, Chicago 2006
- Coast Lines: How Mapmakers Frame the World and Chart Environmental Change. University of Chicago Press, Chicago 2008

## Auszeichnungen
- 1984 Guggenheim-Stipendium
- 1998 Distinguished Professor of Geography der Syracuse University
- 2000 Media Achievement Award der Association of American Geographers
- 2001 O. M. Miller Cartographic Medal der American Geographical Society
- 2004 Globe Book Award for Public Understanding of Geography der Association of American Geographers
- 2009 Mercator-Medaille der Deutschen Gesellschaft für Kartographie[1]
- 2023 Lifetime Achievement Honors der American Association of Geographers